# ثریا
ثریا نامی‌ست که در زبان فارسی برای زن می‌گزینند و ریشه آن به سوریا surya سوریا (ایزد) از زبان سانسکریت بر می گردد به معنی خورشید(ایزد):
- ثریا اسفندیاری همسر دوم محمدرضا پهلوی وو ملکه سلطنتی ایران در آن دوران بود.
- ثریا طرزی ملکه افغانستان بود.
- شبنم ثریا خواننده‌ای در تاجیکستان است.
- ثریا قاسمی هنرپیشه با سابقه سینما و تلویزیون ایران است.